# 극장판 에그엔젤 코코밍: 푸르밍과 두근두근 코코밍 세계
《극장판 에그엔젤 코코밍 푸르밍과 두근두근 코코밍세계》는 대한민국에서  2017년 9월 7일에 개봉한 에그엔젤 코코밍의 첫번째 극장판이다. 일본에서는 2017년 4월 28일에 《영화 견습신 비밀의 코코타마 텟플과 ♩ 두근두근 코코밍 세계》라는 제목으로 개봉하였다. 극장판 한정 코코밍인 푸르밍이 나온다.

## 줄거리
어느 날, 미소와 미소의 코코밍은 코코밍세계로 초대받는다. 그러나 초대받지 않는 푸르밍. 푸르밍은 몰래 열쇠를 훔쳐 코코밍세계로 들어가려 한다. 그런데 인간세계가 위험에 빠진다! 과연 코코밍들은 인간세계를 구할 수 있을까? 

## 스태프
- 감독:닛타 토리오
- 수입&배급:CJ E&M

## 등장인물
- 요츠바 코코로(四葉こころ)/한미소(성우: 혼도 카에데/이지현)
- 사쿠라이 노조미(桜井 のぞみ)(한국명:노주미)(성우: 이시하라 카오리/김하영)
- 키노우치 마이(木ノ内 まい)/리아(성우: 우에다 레이나/안영미)
- 텟푸르/푸르밍(성우: 이세 마리야/여윤미)
- 럭키타마/럭키밍(성우: 한 메구미/여민정)
- 메로리/멜로밍(성우: 토요사키 아키/방연지)
- 오샤키/지니밍(성우: 카카즈 유미/양정화)
- 게라쵸/키키밍(성우: 아이카와 리카코/조현정)
- 키라리스/쁘띠밍(성우: 유즈키 료카/은정)
- 모구탄/포포밍(성우: 무라체 미치요/장은숙)
- 사라누/샤미밍, 파리누/리린밍(성우: 후지무라 아유미/강시현, 사라토리 유리/김하영)
- 미시루/루루밍(성우: 오리카사 후미코/안현서)
- 비비트/아로밍(성우: 야하기 사유리/조현정)
- 타마선인/코코도사(성우: 츠보이 토모히로/박성태)
- 타마선인2/코코도사2(성우: 한신)
- 해피피나(성우: 키노시타 유키나/안영미)